# 東京都道427号瀬田貫井線
東京都道427号瀬田貫井線（とうきょうとどう427ごう せたぬくいせん）は、東京都世田谷区から杉並区を経由して練馬区に至る特例都道である。全長は14.343km。

## 概要

### 路線データ

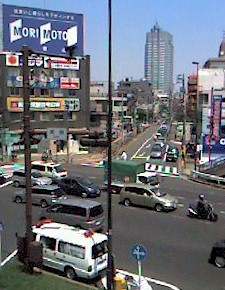
起点・瀬田交差点。中央が東京都道427号瀬田貫井線、左右は環八通り。正面の高層ビルは世田谷ビジネススクエアSBSタワー。

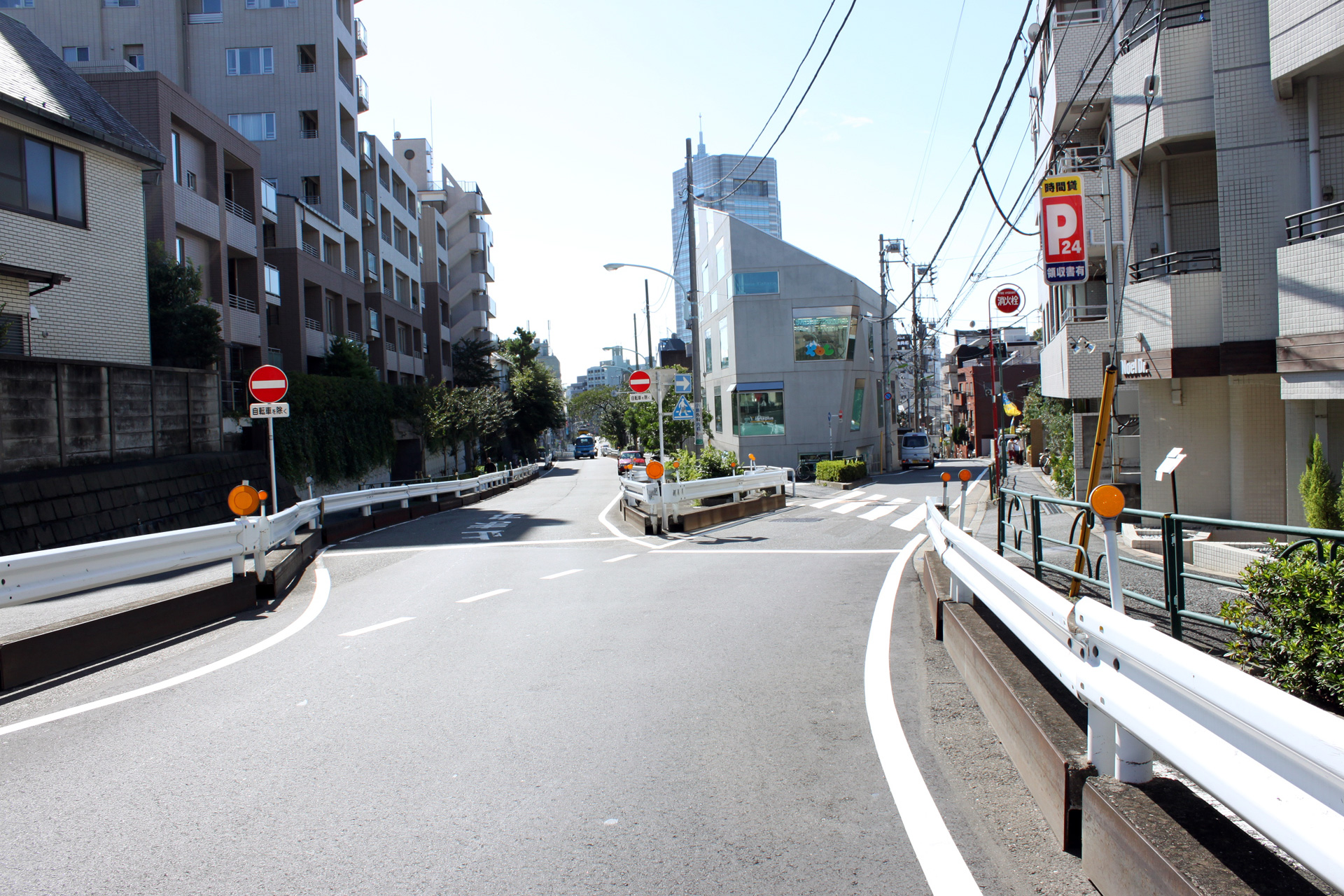
桜新町 - 用賀間。この区間は、かつて玉電（東急玉川線）が走り、桜新町方より道路中央の併用軌道で進んできた玉電は電停から以西は道路北側に移り用賀2丁目で道路を横切る形で専用軌道に入り用賀を目指した。桜新町-用賀間の専用軌道は東京都道427号瀬田貫井線に転用された。<写真>左が専用軌道から転用された東京都道427号瀬田貫井線、右は旧大山街道。

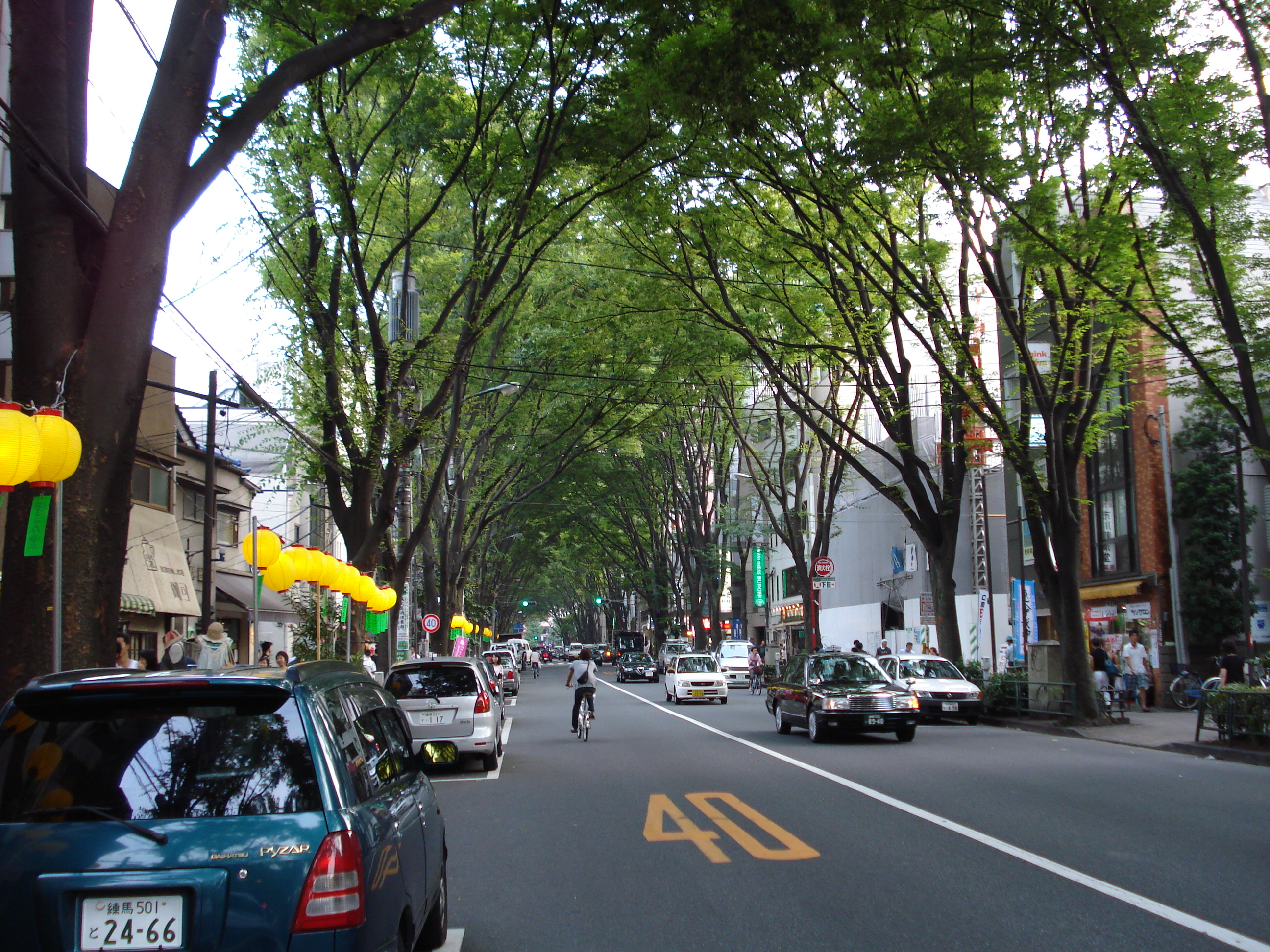
中杉通りのケヤキ並木

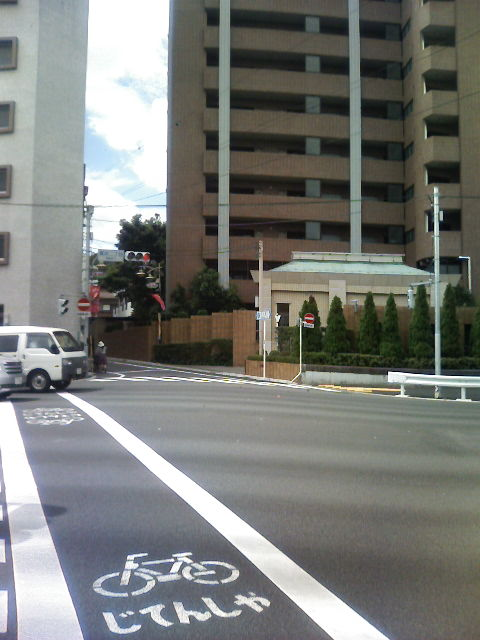
終点・貫井二丁目交差点

- 起点：瀬田交差点（国道246号・国道466号・東京都道311号環状八号線）
- 終点：貫井二丁目交差点（東京都道8号千代田練馬田無線）

## 路線状況

### パイパス
- 補助第128号線：名称無し交差点（世田谷区世田谷一丁目、世田谷通り交点） -  ユリの木公園交差点（世田谷区宮坂二丁目・赤堤一丁目境、ユリの木通り交点）

2021年（令和3年）3月20日に桜木トンネルを含む世田谷通り交点から宮坂一丁目の間が開通。
宮坂一丁目からユリの木公園交差点の間は事業中（城山通り交点先までと小田急小田原線高架線側道以北は現道あり）。
※ ユリの木公園交差点から赤堤交差点の間は世田谷区道として開通している。

### 通称
- 旧大山街道
- 教育センター通り（世田谷区弦巻付近、旧玉川通りとの分岐点から世田谷通りとの合流地点まで）
- 世田谷通り（東京都道3号世田谷町田線との重複区間の一部）
- 赤堤通り（松原六丁目交差点 - 赤堤交差点）
- 公園通り（世田谷区赤堤4丁目地内）
- 日大通り（下高井戸駅前）
- 甲州街道（国道20号との重複区間）
- 永福通り（甲州街道との交差点 - 永福町駅前交差点、その10メートル先から大宮八幡入口交差点は別の道路が永福通り）
- 松ノ木八幡通り（大宮八幡前交差点 - 五日市街道との交差点）
- 五日市街道（東京都道7号杉並あきる野線との重複区間）
- 青梅街道（東京都道4号東京所沢線・東京都道5号新宿青梅線との重複区間）
- 中杉通り（杉並区役所前 - 貫井二丁目）
  - 中杉通りのうち、杉並区役所（青梅街道） - 阿佐谷北六丁目（早稲田通り）間は、ケヤキの並木道として整備されている。戦後復興中の昭和29年（1954年）に、地元の人々により苗木119本が植栽されたものが始まりで、JR中央線の阿佐ケ谷駅を中心に南北に広がり、1993年には｢杉並百景｣に選出され、都内でも有数のケヤキ並木である[2]。
  - 現在の中杉通り完成前の旧中杉通りは松山通り（世尊院前-日大通り間）と名称を変えている。

### 重複区間
- 東京都道3号世田谷町田線：名称無し交差点（世田谷区世田谷一丁目） - 名称無し交差点（世田谷区世田谷二丁目、上町駅付近）
- 国道20号：名称無し交差点（東京都世田谷区・杉並区境） - 下高井戸駅入口交差点（東京都杉並区）
- 東京都道7号杉並あきる野線：（杉並区成田東一丁目付近）
- 東京都道4号東京所沢線・東京都道5号新宿青梅線：成田東四丁目交差点（東京都杉並区） - 区役所前交差点（東京都杉並区）

### 一方通行
東京都道3号世田谷町田線以北から青梅街道以南の間と終点付近は、パイパスと永福通り区間と他の国道・都道との重複区間を除き狭隘区間であり、下記の区間に一方通行が存在する。
- 小田急小田原線豪徳寺駅付近

商店街の中の狭い道であり、時間帯によっては車両通行止めになっている。
- 京王線下高井戸駅付近

商店街の中の狭い道であり、時間帯によっては車両通行止めになっている。
- 永福通りから方南通りに至る区間
- 松ノ木八幡通りから五日市街道に至る区間

五日市街道に出る直前に、二輪の自動車以外の自動車通行止めの区間が存在する。
- 千川通り（西武池袋線中村橋駅付近）から終点（目白通り・貫井二丁目交差点）に至る区間

目白通りからは車両進入ができない。

## 地理

### 通過する自治体
- 東京都
  - 世田谷区 - 杉並区 - 中野区 - 練馬区

### 交差する道路
| 交差する道路                                                                               | 交差点名                     | 所在地   |
| ------------------------------------------------------------------------------------------ | ---------------------------- | -------- |
| 国道246号 厚木・御殿場・沼津方面（玉川通り）                                               |                              |          |
| 国道246号（玉川通り）渋谷・青山・三宅坂方面 国道466号・東京都道311号環状八号線（環八通り） | 瀬田（起点）                 | 世田谷区 |
| 首都高速3号渋谷線                                                                          | （交差のみ）                 | 世田谷区 |
| 東京都道3号世田谷町田線（世田谷通り）                                                      | （一部重複）                 | 世田谷区 |
| 東京都道423号渋谷経堂線                                                                    |                              | 世田谷区 |
| 国道20号（甲州街道）                                                                       | （区境・ごく僅かな区間重複） | 世田谷区 |
| 首都高速4号新宿線                                                                          | （区境・交差のみ）           | 杉並区   |
| 国道20号（甲州街道）                                                                       | 下高井戸駅入口               | 杉並区   |
| 東京都道413号赤坂杉並線（井ノ頭通り）                                                      | 永福町駅前                   | 杉並区   |
| 東京都道428号高円寺砧浄水場線（荒玉水道道路）・東京都道14号新宿国立線（方南通り）          | 大宮八幡前                   | 杉並区   |
| 東京都道7号杉並あきる野線（五日市街道）                                                    | （ごく僅かな区間重複）       | 杉並区   |
| 東京都道4号東京所沢線・東京都道5号新宿青梅線（青梅街道、一部重複）                         | 成田東4丁目                  | 杉並区   |
| 東京都道4号東京所沢線・東京都道5号新宿青梅線（青梅街道、一部重複）                         | 杉並区役所前                 | 杉並区   |
| 東京都道25号飯田橋石神井新座線（早稲田通り）                                               | 阿佐谷北6丁目                | 杉並区   |
| 東京都道440号落合井草線（新青梅街道）                                                      | 鷺宮4丁目                    | 中野区   |
| 東京都道439号椎名町上石神井線（千川通り）                                                  | 中村橋駅前                   | 練馬区   |
| 東京都道8号千代田練馬田無線（目白通り）                                                    | 貫井二丁目（終点）           | 練馬区   |

## 玉電
瀬田交差点口は現在の国道246号（玉川通り）旧道にあたり、1969年（昭和44年）までは、起点の瀬田交差点から用賀までの区間に玉電（東急玉川線）が併用軌道で走っていた。現在の用賀駅前交差点から桜新町までの区間は、かつては玉電の専用軌道であった。